# Fauske
Fauske é uma comuna da Noruega, com 1 208 km² de área e 9 627 habitantes (censo de 2004).